# Суола (река)
Суола (якут. Суола) — река в Якутии (Россия), правый приток Лены.

## Общие сведения
Протекает по территории Амгинского и Мегино-Кангаласского улусов. На реке Суола расположены многие населённые пункты, в частности сёла Тектюр, Сатагай, Томтор, Жанхады, Мукулук, Суола (Морукский наслег) на правом берегу и Суола (Мельжехсинский наслег) (с 2001 года Мелдехсинский наслег) на левом берегу. А также крупные природные комплексы Дылбаахы, Багаччах.
Длина — 224 км, площадь водосборного бассейна — 5350 км². Среднегодовой расход воды в районе села Бютейдях (170 км от устья) составляет 0,74 м³/с (данные наблюдений с 1950 по 1994 год). Основной приток — Тиере.

## Природа
Река Суола — важный питьевой источник многих наслегов улуса. Развивающаяся туристическая и курортная зона. В долине реки расположена знаменитая гора Сууллар Мыраан.

## Данные водного реестра
По данным государственного водного реестра России и геоинформационной системы водохозяйственного районирования территории РФ, подготовленной Федеральным агентством водных ресурсов:
- Бассейновый округ — Ленский
- Речной бассейн — Лена
- Речной подбассейн — Лена между впадением Олёкмы и Алдана
- Водохозяйственный участок — Лена от водомерного поста п. Покровск до впадения Алдана